# Eiserode
Eiserode (obersorbisch Njeznarowyⓘ) ist ein Dorf in der Oberlausitz und Ortsteil der sächsischen Stadt Löbau im Landkreis Görlitz.

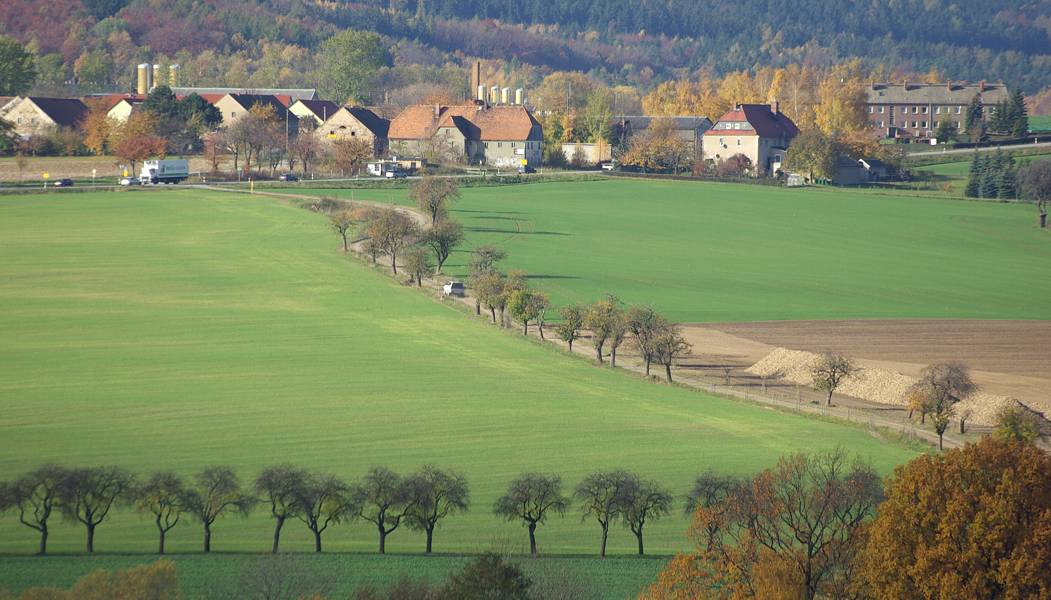
Blick auf Eiserode

## Lage
Der Ort befindet sich fünf Kilometer nordwestlich von Löbau auf 314 m ü. NHN. Unmittelbar nördlich von Eiserode erhebt sich der Pfaffenberg (336 m), über den die Bundesstraße 6 führt. Der Anstieg der Fernverkehrsstraße, die hier von Löbau nach Bautzen aus dem Tal des Buttermilchwassers bei Nechen kommend schnurgerade über den Berg führt, wird in den Wintermonaten häufig zum Hindernis für schwere LKWs. Der steilere Anstieg von Norden her ist daher dreispurig ausgebaut.

## Geschichte

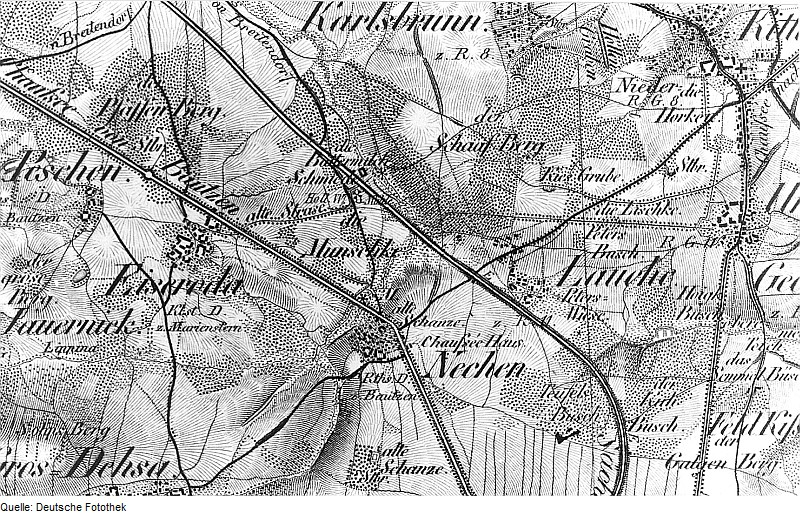
Karte von Oberreit mit Eiserode um 1845

Das Platzdorf entstand vermutlich während der Kolonisation durch deutsche Bauern, seine Form erinnert jedoch an einen slawischen Rundling. Als Ysinrode ist es seit 1354 erstmals urkundlich nachweisbar, als Otto von Luttitz dem Kloster St. Marienstern die Zinseinnahmen des Dorfes überließ. Damit wurde Eiserode zu einer klösterlichen Exklave zwischen dem Bautzner Land und dem Eigen. Für das Jahr 1380  lassen sich 12 Bauern nachweisen. Gepfarrt war der Ort nach Kittlitz. Für den innerhalb ihres Weichbildes gelegenen Ort hatte die Stadt Löbau die Obergerichtsbarkeit inne. Die Bewohner betrieben vor allem Landwirtschaft, die wegen des Lößlehmboden recht ertragreich war.
Direkt an der Chaussee entstanden zu Beginn des 19. Jahrhunderts eine Schmiede und ein Gasthof.  Diesen erwarb 1879 Johann Mickan, der zwischen 1859 und 1878 erfolgreich in Argentinien als Schafzüchter gelebt hatte und gab ihm den Namen Buenos Aires. Die beliebte Gaststätte  bestand bis 1985 als Familienbetrieb und wurde dann wegen Baufälligkeit geschlossen.

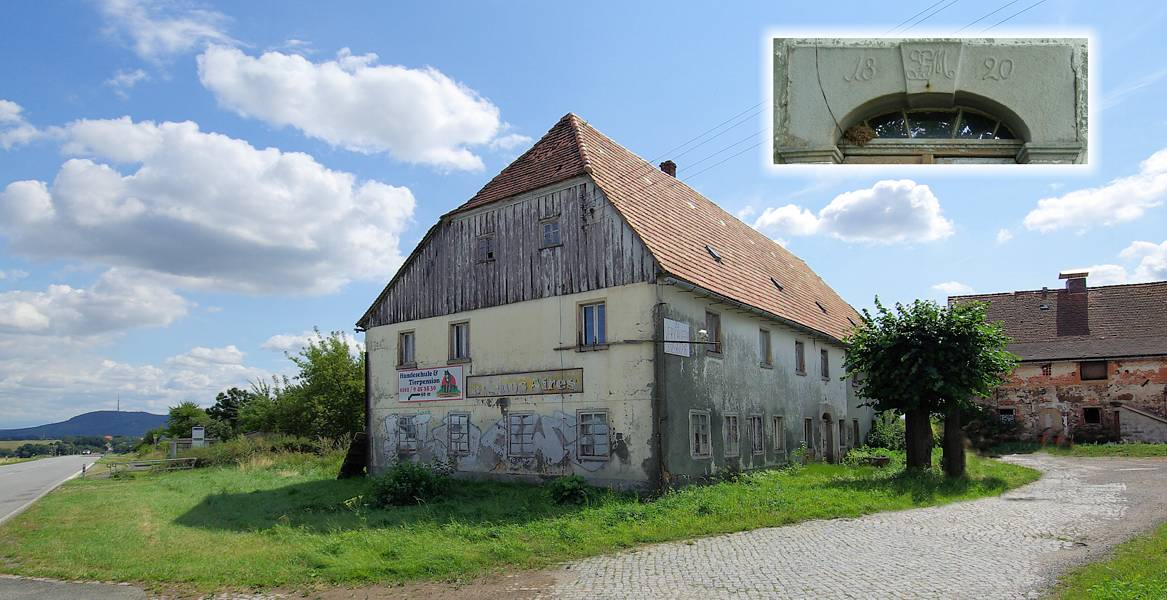
Ehemaliger Gasthof Buenos Aires an der Bautzner Chaussee

Bis in die zweite Hälfte des 20. Jahrhunderts hinein wurde in Eiserode der Löbauer Dialekt des Sorbischen gesprochen. Arnošt Muka ermittelte 1884/85 eine Einwohnerzahl von 166, darunter 141 Sorben (85 %) und 25 Deutsche. Im Jahr 1956 lag der sorbischsprachige Bevölkerungsanteil laut Ernst Tschernik bei nur noch 8,1 % oder insgesamt 23 Sprechern.
1960 erfolgte auf dem Pfaffenberg der Bau eines Wasserwerkes für die Überlandversorgung des Wasserwerkes Sdier. Zu DDR-Zeiten entstand westlich des Dorfes eine Rinderstallanlage, an die 1971 bei Peschen eine Schweinemastanlage anbaut wurde. 1964 erfolgte eine Verbreiterung der Fernverkehrsstraße am "Eiseroder Berg", die in den 1990er Jahren nochmals ausgebaut wurde.
Zu Eiserode gehörten die Ortsteile Nechen und Peschen. Am 1. Januar 1994 erfolgte die Eingemeindung nach Löbau.